# Calyx kerguelensis
Calyx kerguelensis är en svampdjursart som först beskrevs av Jörn Hentschel 1914.  Calyx kerguelensis ingår i släktet Calyx och familjen Phloeodictyidae. Inga underarter finns listade i Catalogue of Life.